# Bra'tac
Bra'tac: es un personaje de la serie de televisión Stargate SG-1, es un extraterrestre de la raza jaffa.

## Historia
Bra'tac es un maestro de Jaffa y amigo de Teal'c. Fue el primado de Apophis y de Klorel. Cuando Teal'c era joven, sirvió como Primado de Apophis, bajo la figura de Bra'tac, ya que este le cedió su posición.
Bra'tac tiene 133 años en el episodio "Bloodlines" (Lazos familiares en Hispanoamérica, Linajes en España) de la 1.ª temporada. En el capítulo "Into the Fire" (En el Fuego en Hispanoamérica, Bajo el Fuego en España) de la 3.ª temporada tiene 135 años. En "Threshold" (Umbral) de la 5ª Temporada tiene 137 años.
Bra'tac vive en Chulak, hogar de los Jaffa reclutados por Apophis. Teal'c como su estudiante, aprendió que los Goa'uld eran dioses falsos y ayudó activamente al SG-1 y a la familia de Teal'c. Él también lideró la resistencia Jaffa, un movimiento de los Jaffa para luchar contra los Goa'uld.
Ha ayudado en incontables ocasiones a los Tauri, incluso participó en la búsqueda del Harsesis cuando este fue llevado a Kheb, proporcionándo al SG-1 las pistas sobre la leyenda de esta ciudad para encontrar al niño.
Después de un ataque Goa'uld a la Resistencia, Bra'tac perdió su simbionte Goa'uld y debe tomar la droga tretonina (tretonin) para sobrevivir.
- Datos: Q13406546